# Le Seure
Le Seure là một xã trong tỉnh Charente-Maritime trong vùng Nouvelle-Aquitaine, tây nam nước Pháp. Xã Le Seure nằm ở khu vực có độ cao từ 11-26 mét trên mực nước biển.